# Sansicario
Sansicario is een plaats (frazione) in de Italiaanse gemeente Cesana Torinese.